# Ombrophila microspora
Ombrophila microspora är en svampart som först beskrevs av Ellis & Everh., och fick sitt nu gällande namn av Sacc. & P. Syd. 1899. Ombrophila microspora ingår i släktet Ombrophila och familjen Helotiaceae.   Inga underarter finns listade i Catalogue of Life.